# Zelia Nuttall

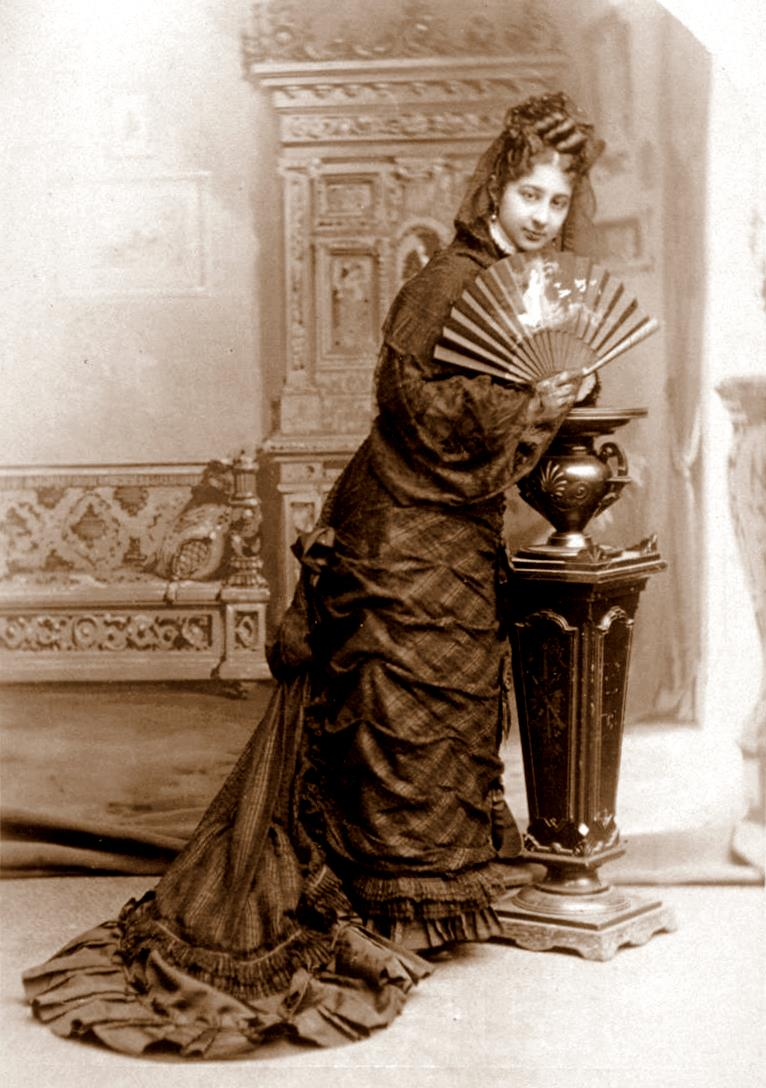
Zelia Nuttall

Zelia Maria Magdalena Nuttall (* 6. September 1857 in San Francisco; † 12. April 1933 in Coyoacán, Mexiko) war eine US-amerikanische Archäologin und Anthropologin und als solche Spezialistin für präkolumbische mesoamerikanische Manuskripte und vor-aztekische Kulturen in Mexiko.

## Leben und Werk
Nuttalls Mutter Margareta, eine Bankierstochter, stammte aus Mexiko, ihr Vater, Robert Kennedy Nuttall, aus Irland. Sie wuchs in Frankreich, Italien, Deutschland und England auf und studierte u. a. am Bedford College in London. Sie sprach fließend Spanisch und Deutsch. 1876 kehrte sie mit den Eltern in ihre Geburtsstadt San Francisco zurück. 1880 heiratete sie den französischen Anthropologen Alphonse Pinart (1852–1911), mit dem sie die Westindischen Inseln, Frankreich und Spanien bereiste. Nach ihrer Rückkehr nach San Francisco 1882 wurde die gemeinsame Tochter Nadine geboren. Die Ehe verlief nicht glücklich, das Paar trennte sich 1884 und wurde 1888 geschieden. Zelia bekam das Sorgerecht für ihre Tochter zugesprochen und nahm wieder ihren Mädchennamen an.
1884 reiste sie zusammen mit ihrer Mutter, dem jüngeren Bruder und ihrer Tochter das erste Mal nach Mexiko. Sie blieb dort fünf Monate lang und arbeitete im Nationalmuseum für Anthropologie. In Teotihuacán, einer historischen Stätte in der Nähe von Mexiko-Stadt sammelte sie einige kleine Terrakottaköpfe. Nuttal begann eine vergleichende Studie mit anderen undatierten Köpfen aus ihrer Sammlung, deren Herkunft noch nicht geklärt war. Sie datierte die Herkunft der Artefakte auf die Zeit der spanischen Eroberung und ordnete sie als aztekische Werke und Darstellungen von Toten ein. Zu dieser Thematik veröffentlichte sie ihren ersten Artikel, The Terracotta Heads of Teotihuacan, der 1886 im American Journal of Archaeology and the History of Fine Arts erschien.
Durch diese Studie wurde Frederic W. Putnam, der zu dieser Zeit Direktor des Peabody-Museums in Massachusetts war, auf Nutall aufmerksam und ernannte sie zur ehrenamtlichen Sonderassistentin für mexikanische Archäologie an dem Museum. Diese Tätigkeit übte sie insgesamt 47 Jahre aus. Ebenfalls aufgrund der Studie über die Terrakottaköpfe erhielt sie ein Stipendium der American Association for the Advancement of Science.

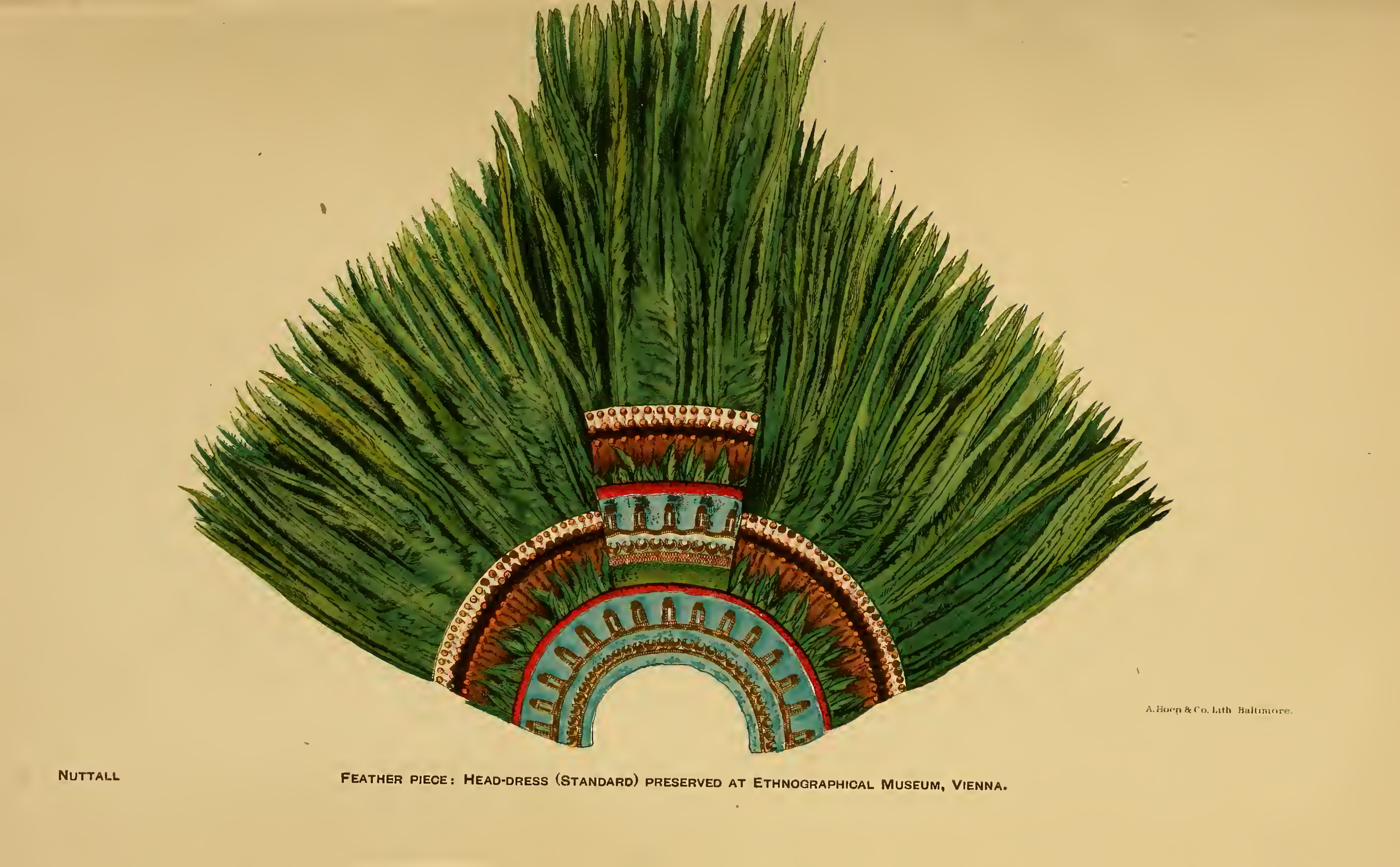
Kopfschmuck, den Nuttall im Naturhistorischen Museum in Wien entdeckte

Da Nutall finanziell unabhängig war, ihre Tätigkeit für das Museum ehrenamtlich war und sie nicht einschränkte, und sie zusätzlich von der Zeitungserbin Phoebe Hearst unterstützt wurde, konnte sie die nächsten 13 Jahre im Ausland leben und arbeiten. Sie forschte, sammelte Manuskripte und Artefakte und besuchte Museen und Sammlungen auf der ganzen Welt. Dabei blieb ihr Hauptthema das Herkunftsland ihrer Mutter, Mexiko. So veröffentlichte sie 1891 in einem Sammelband des Peabody-Museums eine Studie zu einem historischen Kopfschmuck, den sie im Naturhistorischen Museum in Wien entdeckt hatte.
Von 1886 bis 1899 lebte Nuttall in Dresden und reiste von dort nach Kalifornien, Italien, Spanien, Schweden, die Schweiz und Russland. 1902 ließ sie sich dauerhaft in Mexiko nieder, von wo aus sie Abstecher in die Vereinigten Staaten und Hawaii, sowie nach Alaska und nach Europa machte.
1901 veröffentlichte sie nach dreizehnjähriger Forschung ihr Hauptwerk: In The Fundamental Principles of New and Old World zog sie kulturelle Parallelen zwischen den alten Zivilisationen des Nahen Ostens und Amerikas. Sie stellte die Hypothese auf, dass die Zivilisation aus Phönizien in die westliche Hemisphäre gebracht wurde. Im Laufe ihrer Karriere schrieb sie in mehr als zwölf Publikationen über alte mexikanische Kalendersysteme und astronomische Methoden, sie untersuchte den mexikanischen Volksglauben und traditionelle Rituale. Aztekische Schriften, die sie in europäischen Museumsvitrinen gefunden hatte, brachte sie durch ihre Texte und Interpretationen der interessierten Öffentlichkeit nahe.
In Coyoacán bei Mexiko-Stadt erwarb sie die Finca Quinta Rosalía, deren Wohnhaus an der Wende vom 17. zum 18. Jahrhundert von einem Händler namens Alvarado errichtet worden war. Sie benannte es in Casa de Alvarado um, da sie nach lokaler Tradition (irrtümlich) annahm, der Bauherr sei nicht Händler, sondern der Conquistador Pedro de Alvarado gewesen.
Sie unternahm weiterhin zahlreiche Reisen zu Ausgrabungsstätten und auf der Suche nach altmexikanischen Manuskripten, insbesondere in Privatbibliotheken europäischer Adliger. Es gelang ihr, eine bedeutende mixtekische Handschrift aufzuspüren, die sich mittlerweile in der Bibliothek des Lords Zouche of Haryngworth befand. Das Peabody-Museum veröffentlichte diese Handschrift, die heute als Codex Nuttall oder Codex Zouche-Nuttall bekannt ist und sich in der British Library befindet, als Faksimile-Ausgabe mit einer Einleitung Nuttalls im Jahr 1902. Darüber hinaus veröffentlichte Nuttall zahlreiche Monographien zu ihrem Fachgebiet, die heute als „Klassiker“ gelten.

## Werke (Auswahl)
- The Terracotta Heads of Teotihuacan. In: The American Journal of Archaeology and of the History of the Fine Arts, 1886
- The Fundamental Principles of Old and New World Civilizations. A Comparative Research Based on a Study of the Ancient Mexican Religious, Sociological, and Calendrical Systems. Harvard University, 1901